# Lista sterowców United States Navy
To lista sterowców United States Navy.

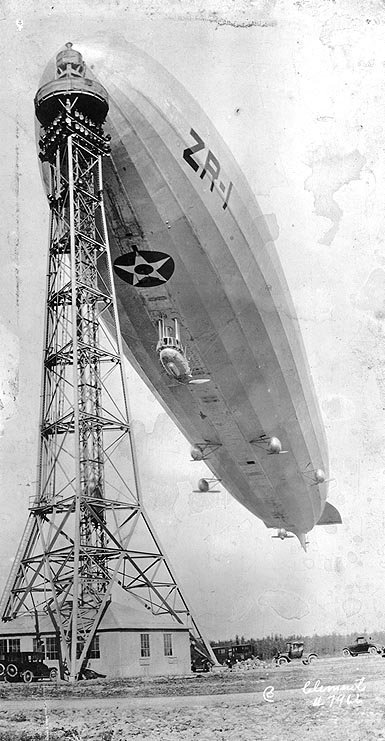
USS „Shenandoah”

## Sterowce szkieletowe
| Według numeracji kadłuba - (ZR-1) „Shenandoah” - (ZR-3) „Los Angeles” - (ZRS-4) „Akron” - (ZRS-5) „Macon” | Alfabetycznie - (ZRS-4) „Akron” - (ZR-3) „Los Angeles” - (ZRS-5) „Macon” - (ZR-1) „Shenandoah” |

ZR-2 został zakupiony w Wielkiej Brytanii w październiku 1919, ale rozbił się w 1921, zanim US Navy mogła go odebrać. Nie otrzymał oficjalnego amerykańskiego numeru kadłuba, lecz numer ten został wymalowany wcześniej zgodnie z planami Marynarki. Początkowo nosił nazwę R38. Akron i Macon były jedynymi sterowcami zbudowanymi według tych samych planów.

## Sterowce ciśnieniowe (bezszkieletowe)

### Aircraft Development Corp.
- ZMC-2, metalclad-airship (półszkieletowy)

### Goodyear Aircraft Company
- Blimp typu G (ZNN-G)
- Blimp typu J
- Blimp typu K (ZNP-K)
- Blimp typu L (ZNN-L)
- Blimp typu M (ZNP-M)
- Blimp typu N (ZNP-N)

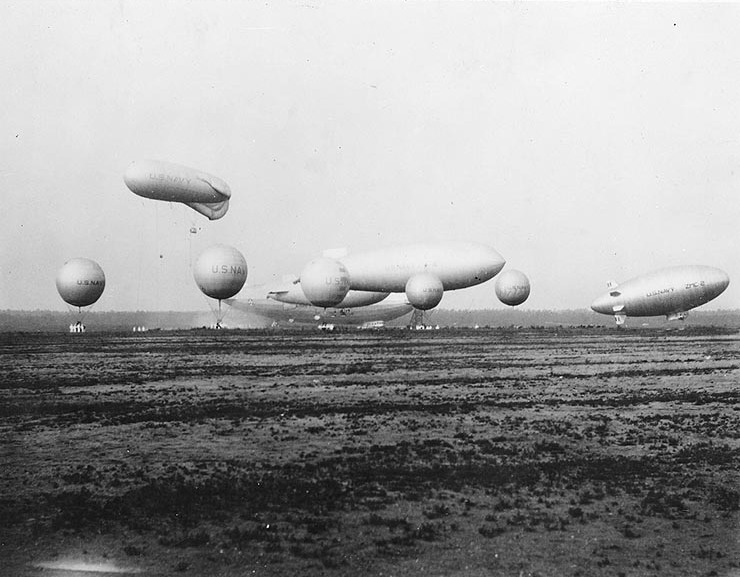
Kilka rodzajów sterowców US Navy, około 1930

- ZPG-3W, największy blimp kiedykolwiek zbudowany